# 主席台

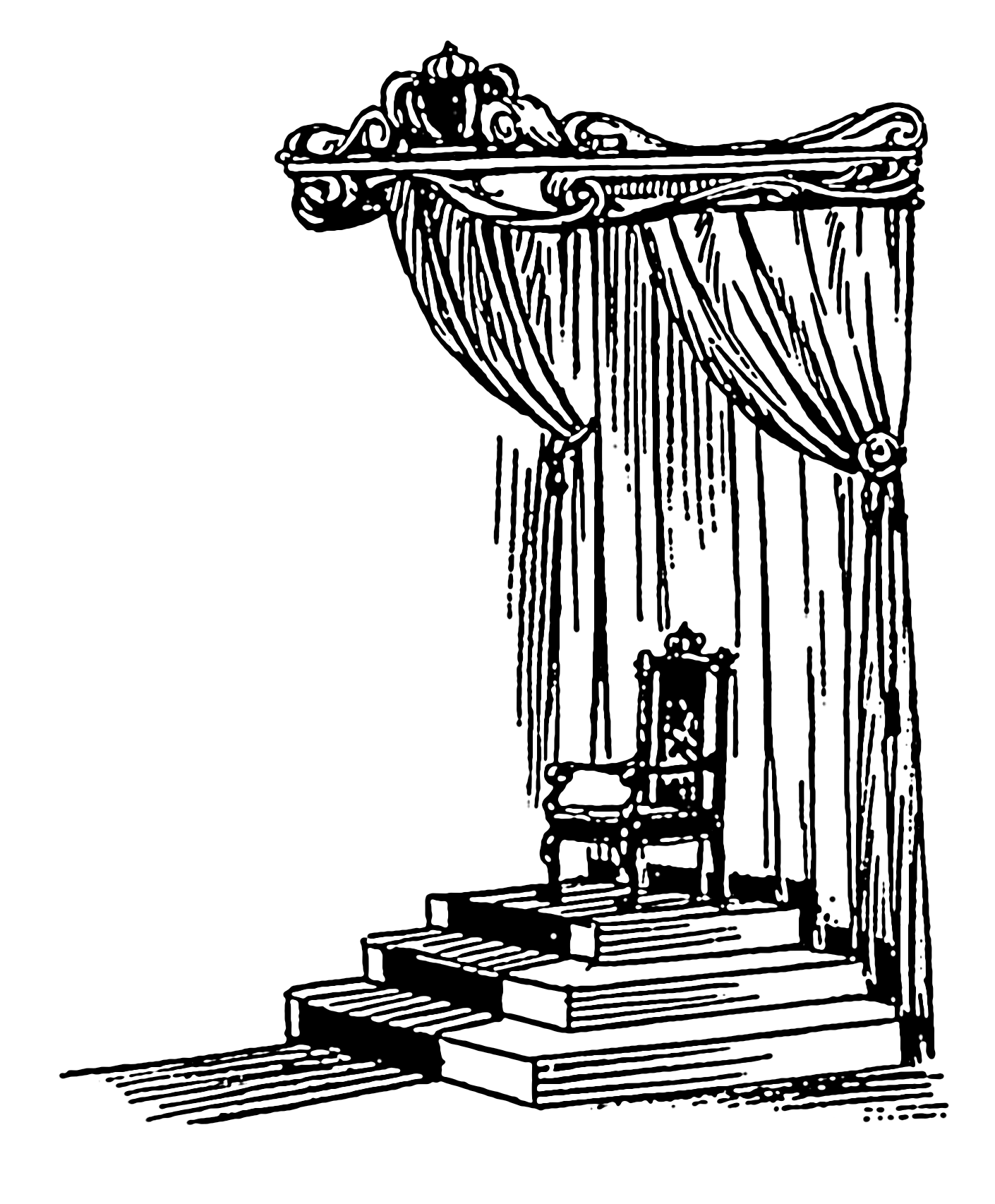
主席台和御座

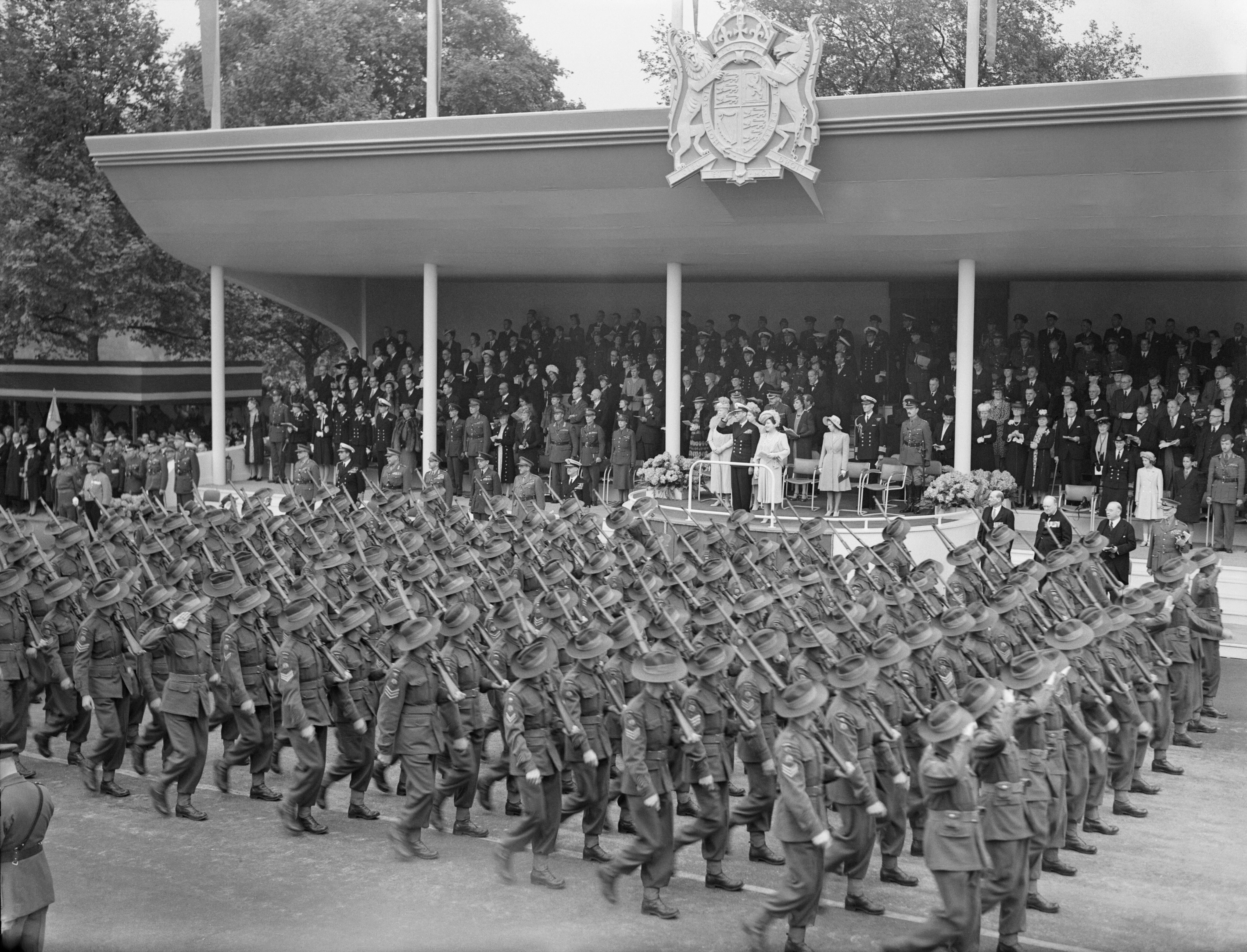
1946年，英國國王乔治六世站在主席台上检阅阅兵式

主席台是一个房间或大厅前面的高台，通常供一个或多个发言者或尊贵的客人使用。 主席台比房间的其他地方要高出一个台阶。學校或軍營操場上的主席台常稱作「司令台」。在阅兵時，主席台是領導人检阅部队、发表讲话和行礼的地方。